# Cánh đài

Sơ đồ cho thấy các bộ phận của một bông hoa trưởng thành. Trong ví dụ này, bao hoa được tách thành một đài hoa (lá đài) và tràng hoa (cánh đài).

Cánh đài là một thành phần của bao hoa, hay phần bao ngoài của một hoa, bao gồm các cánh hoa hay lá đài. Thuật ngữ cánh đài đặc biệt được sử dụng khi tất cả các bộ phận của bao hoa là giống nhau về hình dáng và màu sắc hay không phân biệt. Khi các bộ phận khác nhau này có thể phân biệt được, chúng được gọi là cánh hoa và lá đài.
Các lá đài không phân biệt được cho là điều kiện tổ tiên ở thực vật có hoa. Amborella, nhóm thực vật được coi là đã tách ra sớm nhất trong cây tiến hóa thực vật có hoa (thực vật hạt kín) có hoa với các cánh đài không phân biệt. Vì thế các cánh hoa và lá đài khác biệt nhau có lẽ đã sinh ra do sự phân dị, có thể là do phản ứng lại với sự thụ phấn nhờ động vật. Ở các bông hoa hiện đại điển hình thì vòng ngoài cùng hay vòng bao chứa các lá đài, chuyên biệt hóa để bảo vệ nụ hoa trong quá trình phát triển của nó, trong khi vòng trong bao gồm các cánh hoa, có tác dụng thu hút các sinh vật thụ phấn.
Một số loài thực vật không có cánh hoa, và tất cả các cánh đài đều là các lá đài đã biến đổi để trông giống như các cánh hoa. Các bộ phận này được miêu tả là "hình cánh hoa", như các lá đài của các loài Helleborus.
Các cánh đài không phân biệt là phổ biến ở thực vật một lá mầm. Chẳng hạn, ở các loài tulip (Tulipa) thì cả vòng một và vòng hai đều chứa các cấu trúc tương tự như các cánh hoa. Chúng hợp nhất tại gốc để tạo thành một cấu trúc sáu phần, lớn, sặc sỡ. Ở các loài loa kèn (Lilium) thì các bộ phận ở vòng một tách biệt với vòng hai, nhưng tất cả đều trông giống nhau, vì thế tất cả các bộ phận sặc sỡ đều thường được gọi là cánh đài.
Việc sử dụng thuật ngữ 'cánh đài' là thiếu nhất quán - một số tác giả gọi chúng là 'lá đài và cánh hoa' trong khi các tác giả khác lại sử dụng thuật ngữ 'cánh đài' trong một số ngữ cảnh.

## Thư viện ảnh

Hoa với cánh đài
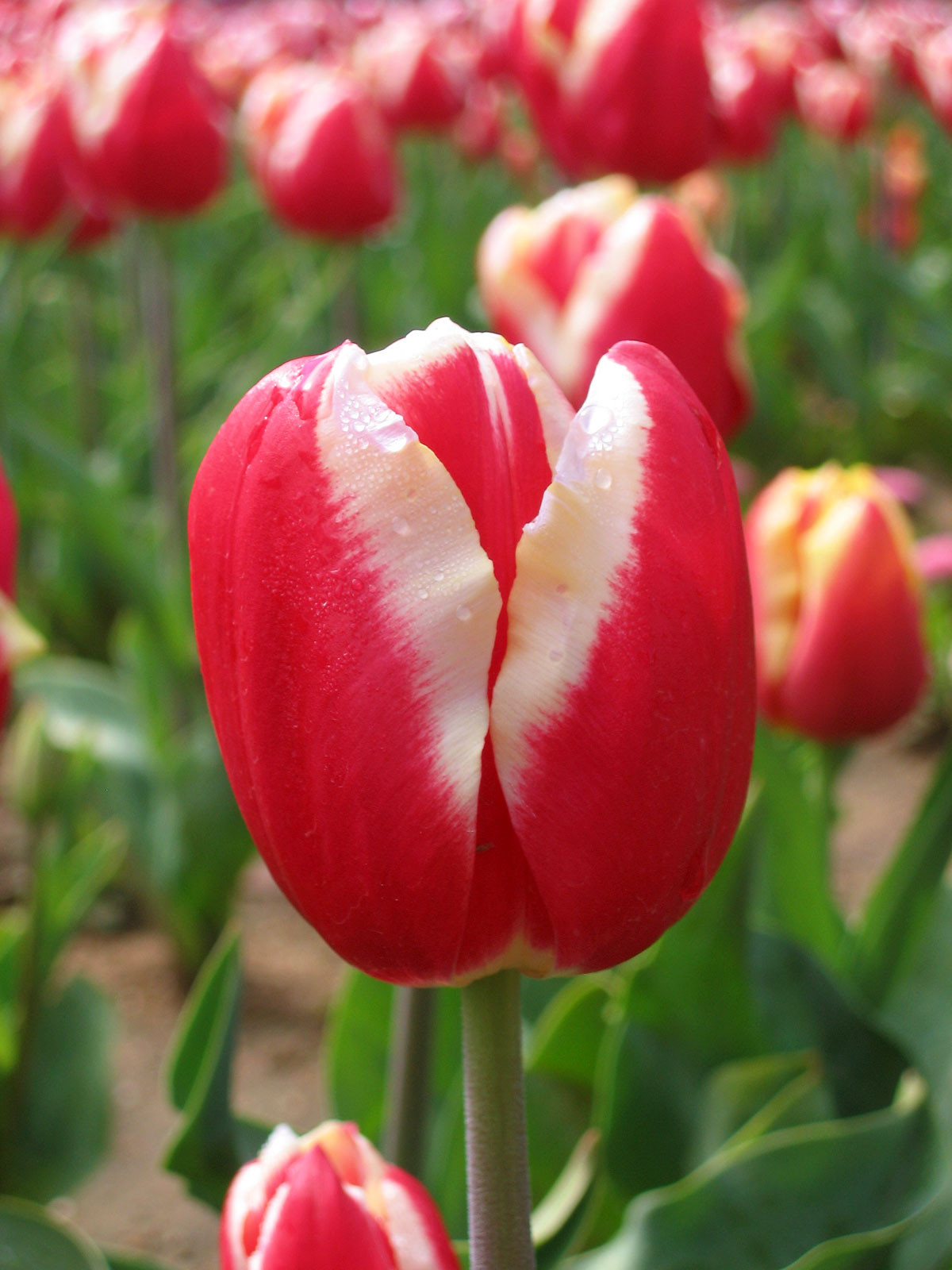
Một bông hoa tulip với các cánh đài giống như cánh hoa.
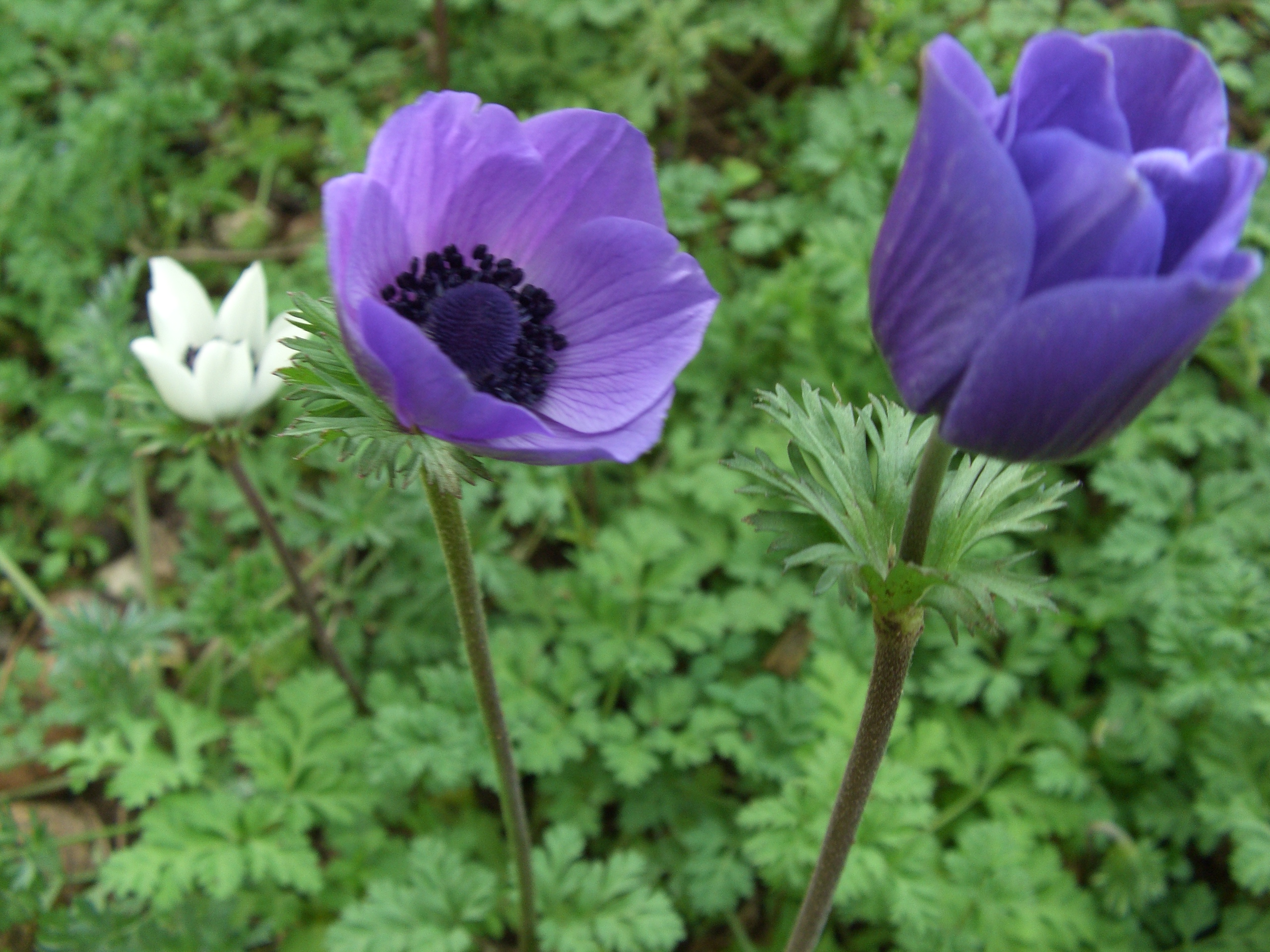
Hoa phong quỳ (Anemone) cho thấy các lá đài giống như cánh hoa.
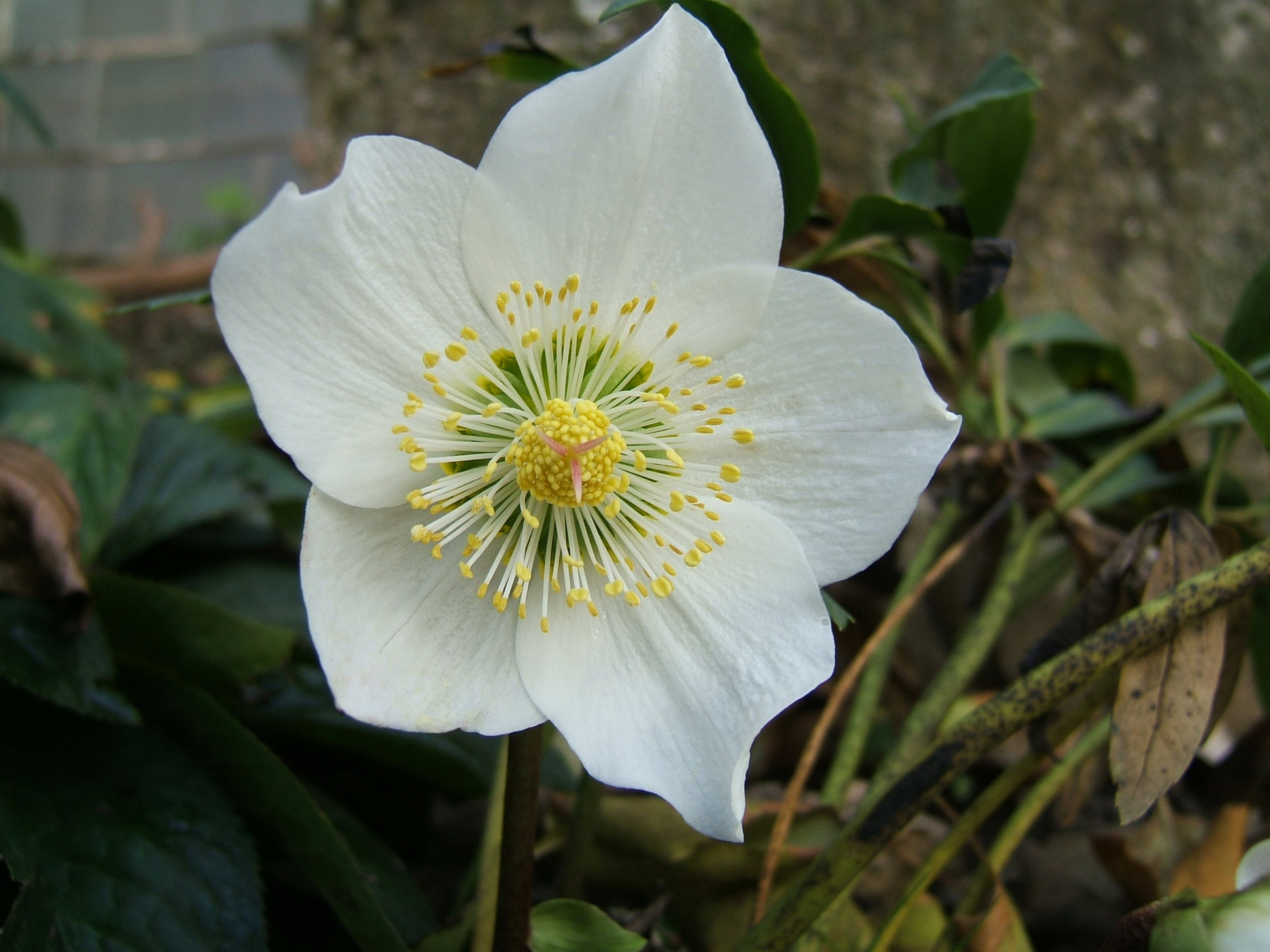
Hoa của Helleborus cho thấy các lá đài giống như cánh hoa.